# Grabašnica
Grabašnica (cyr. Грабашница) – wieś w Bośni i Hercegowinie, w Republice Serbskiej, w gminie Novi Grad. W 2013 roku liczyła 30 mieszkańców.